# 賓州州立大學性侵兒童醜聞
賓州州立大學性侵兒童醜聞（Penn State child sex abuse scandal）涉及賓夕法尼亞州立大學美洲獅足球隊助理教練傑瑞·桑達斯基在至少十五年內對兒童進行性虐待的指控和隨後的定罪。此外，賓夕法尼亞州立大學的三名官員——學校校長格雷厄姆·斯帕尼爾、副校長加里·舒爾茨和體育總監蒂姆·庫利——被指控作偽證、妨礙司法、未報告涉嫌虐待兒童以及相關指控。
2012年7月23日遭全美大學體育主管機關全美大學體育協會（NCAA）在該球隊仍保留情形下遭到重懲，包括6000萬美元罰款、撤銷喬·帕特諾帶領該隊從1998年至2011年間14個球季的所有勝場紀錄（2015年1月16日恢復他的紀錄）、未來四年禁止參加季後賽及足球隊獎學金名額從25個減為15個(2014年處分撤銷)。

## 文化
- 教頭帕特諾，2018年電視電影（艾爾·帕西諾主演）

## 另見
- 英國足球性侵醜聞
- 美国体操队性侵丑闻